# Liste der Kulturdenkmäler in Langenselbold
Die folgende Liste enthält die in der Denkmaltopographie ausgewiesenen Kulturdenkmäler auf dem Gebiet  der  Stadt Langenselbold, Main-Kinzig-Kreis, Hessen.
Hinweis: Die Reihenfolge der Denkmäler in dieser Liste orientiert sich zunächst an Stadtteilen und anschließend der Anschrift, alternativ ist sie auch nach der Bezeichnung, der vom Landesamt für Denkmalpflege vergebenen Nummer oder der Bauzeit sortierbar.
Kulturdenkmäler werden fortlaufend im Denkmalverzeichnis des Landes Hessen durch das Landesamt für Denkmalpflege Hessen auf Basis des Hessischen Denkmalschutzgesetzes (HDSchG) geführt. Die Schutzwürdigkeit eines Kulturdenkmals hängt nicht von der Eintragung in das Denkmalverzeichnis des Landes Hessen oder der Veröffentlichung in der Denkmaltopographie ab.

Das Denkmalverzeichnis für diesen Bereich liegt noch nicht vor. Die bisher bekannten Bau- und Kunstdenkmäler hat das Landesamt für Denkmalpflege Hessen in sogenannten Arbeitslisten erfasst. Den Arbeitslisten liegen Erkenntnisse aus Akten, Ortsbegehungen und Denkmalinventaren, jedoch keine neuere systematische Forschung, zugrunde. Die Benehmensherstellung mit der Gemeinde gemäß § 11 Abs. 1 HDSchG ist noch nicht erfolgt.
Das Vorhandensein oder Fehlen eines Objekts in dieser Liste ist keine rechtsverbindliche Auskunft darüber, ob es Kulturdenkmal ist oder nicht: Diese Liste entspricht möglicherweise nicht dem aktuellen Stand der offiziellen Denkmaltopographie. Diese ist für Hessen in den entsprechenden Bänden der Denkmaltopographie Bundesrepublik Deutschland und im Internet unter DenkXweb – Kulturdenkmäler in Hessen einsehbar. Auch diese Quellen sind, obwohl sie durch das Landesamt für Denkmalpflege Hessen aktualisiert werden, nicht immer aktuell, da es im Denkmalbestand immer wieder Änderungen gibt.
Eine verbindliche Auskunft erteilt allein das Landesamt für Denkmalpflege Hessen.
Nutze diese Kartenansicht, um Koordinaten in der Liste zu setzen. In dieser Kartenansicht sind Kulturdenkmale ohne Koordinaten mit einem roten bzw. orangen Marker dargestellt und können in der Karte gesetzt werden. Kulturdenkmale ohne Bild sind mit einem blauen bzw. roten Marker gekennzeichnet, Kulturdenkmale mit Bild mit einem grünen bzw. orangen Marker.

## Gesamtanlagen
| Bild            | Bezeichnung           | Lage | Beschreibung | Bauzeit | Objekt-Nr. |
| --------------- | --------------------- | ---- | ------------ | ------- | ---------- |
| Bild gesucht BW | Gesamtanlage Oberdorf | Lage |              |         | 121873 DDB |

## Einzelkulturdenkmäler
| Bild                                           | Bezeichnung                                                 | Lage | Beschreibung | Bauzeit | Objekt-Nr. |
| ---------------------------------------------- | ----------------------------------------------------------- | --- | --- | ------- | ---------- |
| Bahnhof Langenselbold                          | Bahnhof Langenselbold                                       | Am Bahnhof Lage | |         | 121317 DDB |
| Bild gesucht BW                                | Bruderdiebacher Hof                                         | Am Hüttengesäßer Wege, Tauberbach, Poppenheckengrunde, Eckenberg, Die Taubenäcker, Bruderdiebacher Hof, An der Bach LageFlur: 90, 91, 92, Flurstück: 3, 9, 10, 14, 20/2, 20/3, 4, 5/1                                    | |         | 121874 DDB |
| Bild gesucht BW                                |                                                             | Am Steinborn 1 LageFlur: 67, Flurstück: 45/6, 45/9 | |         | 121301 DDB |
| Bild gesucht BW                                |                                                             | Am Steinborn 9 LageFlur: 67, Flurstück: 52/4 | |         | 121302 DDB |
|                                                |                                                             | Am Steinborn 10 LageFlur: 69, Flurstück: 148 | |         | 121303 DDB |
| Bild gesucht BW                                |                                                             | Am Steinborn 13 Lage | |         |            |
| Bild gesucht BW                                | Forsthaus                                                   | Am Weiher 1 LageFlur: 55, Flurstück: 51/6 | |         | 121883 DDB |
| Bild gesucht BW                                | GBO                                                         | Am Weiher 3 LageFlur: 55, Flurstück: 50 | |         | 121884 DDB |
| Bild gesucht BW                                | Jüdischer Friedhof                                          | Auf dem Hinser Brühl LageFlur: 74, Flurstück: 8 | |         | 121885 DDB |
| Bild gesucht BW                                | Wasserbassin                                                | Auf dem Knuß LageFlur: 38, Flurstück: 32 | |         | 121877 "   |
| Bild gesucht BW                                | Fritz-Schleuer-Denkmal                                      | Auf dem Linsenberg LageFlur: 37, Flurstück: 34/1 | |         | 121881 DDB |
| Bild gesucht BW                                |                                                             | Bahnstraße 24 LageFlur: 44, Flurstück: 137/3 | |         | 121886 DDB |
| Bild gesucht BW                                |                                                             | Bendergasse 4 LageFlur: 72, Flurstück: 29/2 | |         | 121306 DDB |
| Bild gesucht BW                                |                                                             | Bendergasse 5 LageFlur: 72, Flurstück: 33/2 | |         | 121307 DDB |
| Bild gesucht BW                                |                                                             | Bettebruch, Eisenbahn von Frankfurt nach Göttingen LageFlur: 55, Flurstück: 45, 46/6 | |         | 955357 DDB |
| Bild gesucht BW                                |                                                             | Braugasse 6 LageFlur: 67, Flurstück: 75/8 | |         | 121308 DDB |
| Bild gesucht BW                                |                                                             | Bremesgasse 2 Lage | |         |            |
| Gründauschule                                  | Gründauschule                                               | Bremesgasse 13 LageFlur: 68, Flurstück: 105/63 | |         | 121309 DDB |
| Bild gesucht BW                                | Inschriftenplatten der Bachbrücke                           | Brühlweg LageFlur: 68, Flurstück: 67/3 | |         | 121887 DDB |
| Bild gesucht BW                                | Buchbergturm                                                | Der Große Buchberg LageFlur: 55, Flurstück: 55/7 | |         | 121876 DDB |
| Bild gesucht BW                                | Grenzsteinlinie Ysenburger Territorien                      | Der Kleine Buchberg LageFlur: 55, Flurstück: 55/6 | |         | 122361 DDB |
| Bild gesucht BW                                |                                                             | Claus'sche Mühle Lage | |         |            |
| Bild gesucht BW                                | Weinberghäuschen                                            | Eisenberger LageFlur: 38, Flurstück: 71 | |         | 121878 DDB |
| Bild gesucht BW                                |                                                             | Felgenstraße 14 LageFlur: 44, Flurstück: 157/2 | |         | 121888 DDB |
| Bild gesucht BW                                |                                                             | Felgenstraße 27 LageFlur: 44, Flurstück: 225/141 | |         | 121889 DDB |
| Bild gesucht BW                                |                                                             | Felgenstraße 30 LageFlur: 44, Flurstück: 147/2 | |         | 121890 DDB |
|                                                |                                                             | Friedrichstraße 28 LageFlur: 42, Flurstück: 30/1 | |         | 121310 DDB |
| Bild gesucht BW                                |                                                             | Friedrichstraße 40 LageFlur: 42, Flurstück: 13/2 | |         | 121891 DDB |
|                                                |                                                             | Friedrichstraße 42 LageFlur: 42, Flurstück: 12/5 | |         | 121892 DDB |
| Sachgesamtheit Kleinwohnstätten mit Stallungen | Sachgesamtheit Kleinwohnstätten mit Stallungen              | Friedrichstraße 47, Friedrichstraße 53, Friedrichstraße 51, Friedrichstraße 49 LageFlur: 41, Flurstück: 57/7, 7/1, 7/2, 7/25                                                                                             | |         | 121893 DDB |
| Wasserturm                                     | Wasserturm                                                  | Galgenküppel LageFlur: 35, Flurstück: 54 | |         | 121880 DDB |
|                                                |                                                             | Gartenstraße 10 LageFlur: 43, Flurstück: 174/31 | |         | 121894 DDB |
| Kindergarten                                   | Kindergarten                                                | Gartenstraße 12 LageFlur: 43, Flurstück: 33/3 | |         | 121895 DDB |
| Haus Friedrichseck                             | Haus Friedrichseck                                          | Gartenstraße 23 LageFlur: 42, Flurstück: 99/34 | |         | 121896 DDB |
| Bild gesucht BW                                |                                                             | Gelnhäuser Straße 4 LageFlur: 43, Flurstück: 14/1 | |         | 121897 DDB |
| Bild gesucht BW                                |                                                             | Gelnhäuser Straße 7 LageFlur: 45, Flurstück: 5/1 | |         | 121311 DDB |
| Bild gesucht BW                                |                                                             | Gelnhäuser Straße 12 LageFlur: 43, Flurstück: 22/2 | |         | 121312 DDB |
| Bild gesucht BW                                |                                                             | Gelnhäuser Straße 24 LageFlur: 43, Flurstück: 114/48 | |         | 121898 DDB |
| Bild gesucht BW                                | Wohn- und Werkstattgebäude des Wasserwerkes                 | Gelnhäuser Straße 37 LageFlur: 45, Flurstück: 39/1 | |         | 121899 DDB |
| Bild gesucht BW                                | Gründauwehr                                                 | Gründau, Wassergasse LageFlur: 67, 76, Flurstück: 2/3, 64 | |         | 121882 DDB |
| Bild gesucht BW                                |                                                             | Gründau LageFlur: 72, Flurstück: 113 | |         | 955358 DDB |
| Bild gesucht BW                                |                                                             | Hanauer Straße 2, Gelnhäuser Straße 1 LageFlur: 44, Flurstück: 75/11, 75/7 | |         | 121902 DDB |
| Bild gesucht BW                                | Zum weißen Roß                                              | Hanauer Straße 4 LageFlur: 44, Flurstück: 75/11 | |         | 121998 DDB |
| Bild gesucht BW                                |                                                             | Hanauer Straße 5 LageFlur: 69, Flurstück: 206/1 | |         | 121901 DDB |
| Bild gesucht BW                                |                                                             | Hanauer Straße 7 LageFlur: 69, Flurstück: 205/1 | |         | 121314 DDB |
| Bild gesucht BW                                |                                                             | Hanauer Straße 9 LageFlur: 69, Flurstück: 204 | |         | 121315 DDB |
| Bild gesucht BW                                |                                                             | Hanauer Straße 17 LageFlur: 69, Flurstück: 198/3 | |         | 121929 DDB |
|                                                |                                                             | Hanauer Straße 18 LageFlur: 44, Flurstück: 340/56 | |         | 121316 DDB |
| Bild gesucht BW                                |                                                             | Hanauer Straße 19 LageFlur: 69, Flurstück: 197/6 | |         | 122338 DDB |
| Evangelische Kirche                            | Evangelische Kirche                                         | Hanauer Straße 23a LageFlur: 44, Flurstück: 50 | |         | 121313 DDB |
|                                                |                                                             | Hanauer Straße 24 LageFlur: 44, Flurstück: 55 | |         | 121903 DDB |
|                                                |                                                             | Hanauer Straße 26 LageFlur: 44, Flurstück: 51/2 | |         | 121904 DDB |
| Bild gesucht BW                                | Felsenkeller                                                | Hanauer Straße 34 LageFlur: 59, Flurstück: 23/5 | |         | 121905 DDB |
| Bild gesucht BW                                |                                                             | Hanauer Straße 35 LageFlur: 44, Flurstück: 8/1 | |         | 121906 DDB |
| Bild gesucht BW                                |                                                             | Hanauer Straße 37 LageFlur: 44, Flurstück: 7/4 | |         | 121907 DDB |
| Bild gesucht BW                                |                                                             | Hanauer Straße 43 LageFlur: 64, Flurstück: 20/3 | |         | 121908 DDB |
| Bild gesucht BW                                | Ehemals St. Peterskirchhof mit Rudimenten der Marienkapelle | Hinserdorfstraße 2a LageFlur: 72, Flurstück: 57/1 | |         | 121909 DDB |
|                                                |                                                             | Hintergasse 12 LageFlur: 70, Flurstück: 55/4 | |         | 121928 DDB |
| Bild gesucht BW                                |                                                             | Hüttengesäßer Straße 1 LageFlur: 72, Flurstück: 62/4 | |         | 121318 DDB |
| Bild gesucht BW                                |                                                             | Hüttengesäßer Straße 2a LageFlur: 71, Flurstück: 40 | |         | 121931 DDB |
| Bild gesucht BW                                |                                                             | Hüttengesäßer Straße 5 LageFlur: 72, Flurstück: 68/4 | |         | 121319 DDB |
| Bild gesucht BW                                |                                                             | Hüttengesäßer Straße 6 LageFlur: 71, Flurstück: 37/1 | |         | 121320 DDB |
| Bild gesucht BW                                |                                                             | Kinzigstraße 4 LageFlur: 45, Flurstück: 27/8 | |         | 121321 DDB |
| Bild gesucht BW                                | Friedhof                                                    | Kinzigstraße 6 LageFlur: 45, Flurstück: 28, 29 | |         | 121910 DDB |
| Bild gesucht BW                                |                                                             | Klosterbergstraße LageFlur: 69, Flurstück: 349/158 | |         | 122334 DDB |
|                                                |                                                             | Klosterbergstraße 1 LageFlur: 69, Flurstück: 191/1 | |         | 121911 DDB |
|                                                |                                                             | Klosterbergstraße 3 LageFlur: 69, Flurstück: 190 | |         | 121912 DDB |
|                                                |                                                             | Klosterbergstraße 7 Lage | |         |            |
|                                                |                                                             | Klosterbergstraße 8 LageFlur: 67, Flurstück: 67/1 | |         | 121322 DDB |
|                                                |                                                             | Klosterbergstraße 9 LageFlur: 69, Flurstück: 157/3 | |         | 121927 DDB |
|                                                |                                                             | Klosterbergstraße 10 LageFlur: 67, Flurstück: 65 | |         | 121323 DDB |
|                                                |                                                             | Klosterbergstraße 11 LageFlur: 69, Flurstück: 155/2 | |         | 122335 DDB |
|                                                |                                                             | Klosterbergstraße 12 LageFlur: 67, Flurstück: 64/4 | |         | 121324 DDB |
|                                                |                                                             | Klosterbergstraße 13 LageFlur: 69, Flurstück: 152/2 | |         | 121325 DDB |
| Bild gesucht BW                                |                                                             | Klosterbergstraße 17 LageFlur: 69, Flurstück: 149/2 | |         | 121326 DDB |
| Bild gesucht BW                                |                                                             | Kreuze 3 LageFlur: 69, Flurstück: 71/2 | |         | 121327 DDB |
| Bild gesucht BW                                |                                                             | Kreuze 30 LageFlur: 42, Flurstück: 10 | |         | 121328 DDB |
|                                                |                                                             | Kurzgasse 5 LageFlur: 69, Flurstück: 114 | |         | 197869 DDB |
| Bild gesucht BW                                | Ziehbrunnen                                                 | Marktplatz LageFlur: 70, Flurstück: 194/19 | |         | 121913 DDB |
| Bild gesucht BW                                | Altes Schulhaus                                             | Marktplatz 2 LageFlur: 72, Flurstück: 89 | |         | 121914 DDB |
| Bild gesucht BW                                | Ehemals Pfarrhaus                                           | Marktplatz 4 LageFlur: 72, Flurstück: 91 | |         | 121915 DDB |
| Bild gesucht BW                                |                                                             | Marktplatz 7 LageFlur: 70, Flurstück: 6/3 | |         | 121329 DDB |
| Gasthaus Zum Engel                             | Gasthaus Zum Engel                                          | Marktplatz 9 LageFlur: 70, Flurstück: 7/5 | |         | 121916 DDB |
| Bild gesucht BW                                |                                                             | Mühlgasse 7 LageFlur: 72, Flurstück: 77 | |         | 121330 DDB |
| Bild gesucht BW                                | Brückenrest der Meisenmühle                                 | Mühlgraben LageFlur: 67, Flurstück: 140/109 | |         | 741539 DDB |
| Bild gesucht BW                                |                                                             | Neugasse 6 LageFlur: 44, Flurstück: 33/1 | |         | 121917 DDB |
| Bild gesucht BW                                |                                                             | Neugasse 12 LageFlur: 44, Flurstück: 41/2 | |         | 122336 DDB |
| Bild gesucht BW                                |                                                             | Oberdorfstraße 6 LageFlur: 70, Flurstück: 169/1 | |         | 121331 DDB |
| Bild gesucht BW                                |                                                             | Oberdorfstraße 8 LageFlur: 70, Flurstück: 168 | |         | 121918 DDB |
| Bild gesucht BW                                |                                                             | Oberdorfstraße 10 LageFlur: 70, Flurstück: 167/1 | |         | 121334 DDB |
| Bild gesucht BW                                |                                                             | Oberdorfstraße 12 LageFlur: 70, Flurstück: 154/1 | |         | 121332 DDB |
|                                                |                                                             | Oberdorfstraße 14 LageFlur: 70, Flurstück: 155 | |         | 121333 DDB |
| Bild gesucht BW                                | Obermühle                                                   | Oberdorfstraße 61, Obermühle, Oberdorfstraße 63 LageFlur: 22, Flurstück: 51, 52, 53 | |         | 121335 DDB |
| weitere Bilder                                 |                                                             | Rote Hohl 2 LageFlur: 44, Flurstück: 14/1, 14/2, 14/3 | |         | 121338 DDB |
|                                                |                                                             | Rote Hohl 10 LageFlur: 44, Flurstück: 6/5 | |         | 121336 DDB |
| Bild gesucht BW                                |                                                             | Rote Hohl 28 LageFlur: 67, Flurstück: 101/1 | |         | 121919 DDB |
| Bild gesucht BW                                |                                                             | Rote Hohl 32, 32a LageFlur: 67, Flurstück: 179/98, 180/98 | |         | 121337 DDB |
| Bild gesucht BW                                |                                                             | Sackgasse 4 LageFlur: 44, Flurstück: 24/1 | |         | 121339 DDB |
| Bild gesucht BW                                | Ehem. Synagoge                                              | Schäfergasse 7/9 LageFlur: 70, Flurstück: 133/1, 135/2 | |         | 122326 DDB |
|                                                |                                                             | Schießhütte 6a LageFlur: 70, Flurstück: 158/4 | |         | 121340     |
| Bild gesucht BW                                | Alte Rentei (mit Hof)                                       | Schloßpark 1 LageFlur: 44, Flurstück: 173 | |         | 121341 DDB |
| Schloss Langenselbold                          | Schloss Langenselbold                                       | Schloßpark 2, Schwimmbadstraße, Schloßpark 7, Schloßpark 6, Schloßpark 5, Schloßpark 3, Schloßpark 1, Hanauer Straße, Auf dem Klosterberg LageFlur: 44, 58, Flurstück: 168, 169/2, 170, 172/2, 172/3, 172/4, 177/36, 9/1 | |         | 121920 DDB |
| Bild gesucht BW                                | Ehem. Gärtnerhaus                                           | Schloßpark 4 LageFlur: 44, Flurstück: 167/7 | |         | 121900 DDB |
|                                                |                                                             | Schloßstraße 1 Lage | |         |            |
| Bild gesucht BW                                |                                                             | Schulgasse 2 Lage | |         |            |
| Bild gesucht BW                                | Froebelschule                                               | Schulgasse 4 LageFlur: 69, Flurstück: 43 | |         | 121342 DDB |
| Bild gesucht BW                                |                                                             | Spessartstraße 20/22 LageFlur: 43, Flurstück: 166/72, 72/1 | |         | 121921     |
|                                                |                                                             | Steinweg 4 LageFlur: 69, Flurstück: 84 | |         | 121922 DDB |
|                                                |                                                             | Steinweg 5 LageFlur: 69, Flurstück: 255/82 | |         | 121923 DDB |
| Bild gesucht BW                                | Ehemals Isenburger Schloss, später Amtsgericht              | Steinweg 13 LageFlur: 69, Flurstück: 78/3 | Im Jahr 1669 wurde in Langenselbold ein Jagdschlösschen durch die Fürsten von Isenburg-Birstein erbaut. Dies wurde um 1850 durch den kurhessische Staat erworben und als Amtsgericht genutzt. Es handelt sich um den vorderen Teil des heutigen Gebäudes Richtung Steinweg. In den Jahren 1891 und 1914 wurde es baulich erweitert und erreichte so seine heutige Form. Nach der Aufhebung des Amtsgerichts wurde das Haus verkauft und dient heute als Ärztehaus. | 1669    | 121343 DDB |
|                                                |                                                             | Steinweg 15 LageFlur: 69, Flurstück: 74/5 | |         | 121344 DDB |
|                                                |                                                             | Steinweg 17 LageFlur: 69, Flurstück: 25/1 | |         | 121924 DDB |
| Bild gesucht BW                                |                                                             | Steinweg 20 Lage | |         |            |
| Bild gesucht BW                                |                                                             | Steinweg 24 LageFlur: 69, Flurstück: 7/3 | |         | 121345 DDB |
|                                                |                                                             | Steinweg 26 LageFlur: 69, Flurstück: 8/2 | |         | 121346 DDB |
| Bild gesucht BW                                |                                                             | Steinweg 27, Schulgasse 2 LageFlur: 69, Flurstück: 277/34, 32/1, 32/2 | |         | 122333 DDB |
|                                                |                                                             | Steinweg 28, Steinweg 28a LageFlur: 69, Flurstück: 9/2, 9/3, 9/4 | |         | 121347 DDB |
| Bild gesucht BW                                |                                                             | Steinweg 44 LageFlur: 72, Flurstück: 100/4, 100/8 | |         | 122330 DDB |
| Bild gesucht BW                                |                                                             | Steinweg 45 LageFlur: 42, Flurstück: 2/1 | |         | 121925 DDB |
| Bild gesucht BW                                | Gaststätte der ehemaligen Brauerei                          | Wassergasse 15h LageFlur: 67, Flurstück: 6/7 | |         | 121348 DDB |
| Bild gesucht BW                                | Katholische Kirche Maria Königin                            | Wilhelmstraße 29 LageFlur: 44, Flurstück: 165/3 | |         | 121926 DDB |
| Bild gesucht BW                                |                                                             | Ziegelstraße 11 LageFlur: 72, Flurstück: 16/2 | |         | 121349 DDB |